# Criba general del cuerpo de números
En teoría de números, la criba general del cuerpo de números (del inglés general number field sieve (GNFS) es el algoritmo clásico conocido más eficiente para factorizar enteros mayores de 100 dígitos. Heurísticamente, su complejidad para factorizar un entero n (consistente en log2 n bits) es de la forma
{\displaystyle \exp \left(\left({\sqrt[{3}]{\frac {64}{9}}}+o(1)\right)(\ln n)^{\frac {1}{3}}(\ln \ln n)^{\frac {2}{3}}\right)=L_{n}\left[{\frac {1}{3}},{\sqrt[{3}]{\frac {64}{9}}}\right]}
(en notación L), donde ln es el logaritmo en base e. Es una generalización de la criba especial del cuerpo de números: mientras que el último puede factorizar únicamente números de una cierta forma especial, la criba general del cuerpo de números puede factorizar cualquier número aparte de potencias primas (que es trivial factorizar tomando raíces).  Cuando el término en inglés number field sieve (NFS) es usado sin calificación, este se refiere a la criba general del cuerpo de números.
El principio de la criba del cuerpo de números (ambas, especial y general) se puede entender como una mejora de la más simple criba racional o criba cuadrática. Cuando se usan tales algoritmos para factorizar un número grande n, es necesaria la búsqueda de números lisos (i.e. números con factores primos pequeños) de orden n1/2. El tamaño de esos valores es exponencial en el tamaño de n (véase después). La criba general del cuerpo de números, por otra parte, gestiona la búsqueda de números lisos que sean subexponenciales en el tamaño de n. Puesto que esos números son más pequeños, son más propensos a ser lisos que los números evaluados en los algoritmos anteriores. Esta es la clave de la eficiencia de la criba del cuerpo de números. Con el fin de lograr esta aceleración, la criba del cuerpo de números tiene que realizar los cálculos y factorizaciones en cuerpos numéricos. Esto resulta en muchos aspectos lo más complicado del algoritmo, si lo comparamos con la más simple criba racional.
Nótese que log2 n es el número de bits en la representación binaria del n, que es el tamaño de la entrada para el algoritmo, así que cualquier elemento de orden nc para una constante c es exponencial en log n.  El tiempo de ejecución de la criba del cuerpo de números es super-polinomial pero sub-exponencial en el tamaño de la entrada.